# 笹下城
笹下城（ささげじょう）または佐々木城は、神奈川県横浜市港南区笹下にあった日本の城。小田原北条家の家臣だった間宮氏の居城。玉縄城と青木城をつなぐ「伝えの城」としての役割を有していた。

## 概要
大岡川が、笹下川と日野川の二手に分かれる間にある高台一帯が城跡で、後北条氏に仕えた間宮氏の武将・間宮信元が築城したといわれる。築城時期は不明だが、1526年（大永6年）に安房里見氏が渡海して後北条氏領内を侵攻した大永鎌倉合戦により、江戸湾防備の必要に迫られて築城されたと考えられている。その後、息子である間宮康俊の居城となっていた。康俊は『小田原衆所領役帳』において玉縄衆として記録される人物である。

## 遺構
横浜市に見られる谷戸地形を利用した「谷津構え」と呼ばれる築城方法で築かれており、笹下川や支流の左右手川（そうでがわ）、ほか大小の谷戸を天然の堀としていた。笹下の梅花山成就院裏の丘頂上部一帯が本丸とされ、その周囲には空堀、水堀、犬走りの跡らしいものがあるという。城の周辺には、外郭の守りとして多くの間宮氏陣屋があった。
また前述の成就院の山門は、間宮氏の笹下陣屋の門を移築したものと伝えられている。太平洋戦争の戦火を被り復元された門とする資料もあるが、その記載のない資料もあり、創建時の門そのものか不明確な点があるが笹下陣屋門の姿を忠実に伝える山門とされる。
さらに、笹下五丁目にある笹下中央公園には雑色杉本遺跡があり、かつ笹下城の領域とされ間宮氏家臣・北見掃部の屋敷があったとされていたため、1989年（平成元年）の発掘調査で城の発見を主眼として発掘が行われたが、発掘の結果、城曲輪と目された平坦な場所は縄文時代以前に形成された埋没谷による地形であって、城郭や中世に属する遺構は発見されなかったという。